# Llista de monuments d'Agullana
Llista de monuments d'Agullana inclosos en l'Inventari del Patrimoni Arquitectònic Català per al municipi d'Agullana (Alt Empordà). Inclou els inscrits en el Registre de Béns Culturals d'Interès Nacional (BCIN) amb la classificació de monuments històrics i els Béns Culturals d'Interès Local (BCIL) de caràcter arquitectònic.
| Monument                                                      | Protecció    | Estil/època                         | Localització                                                                               | Coordenades                                          | Codi?         | Imatge |
| ------------------------------------------------------------- | ------------ | ----------------------------------- | ------------------------------------------------------------------------------------------ | ---------------------------------------------------- | ------------- | --- |
| Església parroquial de Santa Maria d'Agullana                 | BCIN 3-MH-EN | Romànic XII-XIII                    | Agullana Pl. de l'Església                                                                 | 42° 23′ 39″ N, 2° 50′ 47″ E / 42.394169°N,2.846497°E | RI-51-0005082 | Església parroquial de Santa Maria d'Agullana · Vegeu més fotos d'aquest monument · Carregueu una nova foto d'aquest monument  |
| Can Vidal                                                     |              | Historicisme XX Inici               | Agullana C. D. de Gomis de Vidal                                                           | 42° 23′ 38″ N, 2° 50′ 49″ E / 42.393975°N,2.846999°E | IPA-17802     | Can Vidal (Agullana) · Vegeu més fotos d'aquest monument · Carregueu una nova foto d'aquest monument                           |
| Asil Gomis                                                    |              | Modernisme XX Inici                 | Agullana Ctra. de la Vajol                                                                 | 42° 23′ 43″ N, 2° 50′ 50″ E / 42.395200°N,2.847093°E | IPA-17804     | Asil Gomis (Agullana) · Vegeu més fotos d'aquest monument · Carregueu una nova foto d'aquest monument                          |
| Escoles Lluís Marià Vidal                                     |              | Modernisme XX Inici                 | Agullana C. Lluís Marià Vidal                                                              | 42° 23′ 43″ N, 2° 50′ 46″ E / 42.395248°N,2.846118°E | IPA-17805     | Escoles Lluís Marià Vidal (Agullana) · Vegeu més fotos d'aquest monument · Carregueu una nova foto d'aquest monument           |
| Ermita de Santa Eugènia d'Agullana                            |              | Obra popular XVII, XX Mitjan        | Agullana Coll del Portell, el Mallol                                                       | 42° 25′ 01″ N, 2° 49′ 43″ E / 42.416818°N,2.828652°E | IPA-17806     | Ermita de Santa Eugènia d'Agullana · Vegeu més fotos d'aquest monument · Carregueu una nova foto d'aquest monument             |
| Capella de Santa Maria de l'Estrada                           |              | Barroc XVII, XVIII                  | Agullana Veïnat de l'Estrada                                                               | 42° 23′ 32″ N, 2° 52′ 05″ E / 42.392134°N,2.867983°E | IPA-17807     | Capella de Santa Maria de l'Estrada (Agullana) · Vegeu més fotos d'aquest monument · Carregueu una nova foto d'aquest monument |
| Casa Estela                                                   | BCIL 2019    | Modernisme XIX Final                | Agullana C. Concòrdia, 2                                                                   | 42° 23′ 37″ N, 2° 50′ 48″ E / 42.393527°N,2.846721°E | IPA-17808     | Casa Estela (Agullana) · Vegeu més fotos d'aquest monument · Carregueu una nova foto d'aquest monument                         |
| Societat la Concòrdia                                         |              | Noucentisme XX Inici                | Agullana C. de la Concòrdia                                                                | 42° 23′ 33″ N, 2° 50′ 50″ E / 42.392508°N,2.847215°E | IPA-17811     | Societat la Concòrdia (Agullana) · Vegeu més fotos d'aquest monument · Carregueu una nova foto d'aquest monument               |
| Casa Maria Teresa                                             |              | Racionalisme XX Inici               | Agullana C. Francesc Bach de Portolà                                                       | 42° 23′ 41″ N, 2° 50′ 43″ E / 42.394770°N,2.845345°E | IPA-17812     | Casa Maria Teresa (Agullana) · Vegeu més fotos d'aquest monument · Carregueu una nova foto d'aquest monument                   |
| Tipologia cases de l'Eixample                                 |              | Obra popular XIX Mitjan             | Agullana C. Joaquim Bech de Careda                                                         | 42° 23′ 35″ N, 2° 50′ 46″ E / 42.393038°N,2.846193°E | IPA-17813     | Tipologia cases de l'Eixample (Agullana) · Vegeu més fotos d'aquest monument · Carregueu una nova foto d'aquest monument       |
| Can Parellada                                                 |              | Modernisme XX Inici                 | Agullana C. Lluís Gomis, 6                                                                 | 42° 23′ 35″ N, 2° 50′ 52″ E / 42.393013°N,2.847858°E | IPA-17814     | Can Parellada (Agullana) · Vegeu més fotos d'aquest monument · Carregueu una nova foto d'aquest monument                       |
| Dipòsit municipal d'aigua                                     |              | Noucentisme XX Inici                | Agullana Darrera la caserna de la Guàrdia Civil                                            | 42° 23′ 43″ N, 2° 50′ 42″ E / 42.395184°N,2.845107°E | IPA-17816     | Dipòsit municipal d'aigua (Agullana) · Vegeu més fotos d'aquest monument · Carregueu una nova foto d'aquest monument           |
| Mas Perxers                                                   |              | Obra popular XIX                    | Agullana Ctra. de la Vajol, a 4 km                                                         | 42° 23′ 49″ N, 2° 50′ 08″ E / 42.396888°N,2.835568°E | IPA-17817     | Mas Perxers (Agullana) · Vegeu més fotos d'aquest monument · Carregueu una nova foto d'aquest monument                         |
| Pont a Agullana                                               |              | Obra popular                        | Agullana Sota el poble, a tocar d'un molí                                                  | 42° 23′ 39″ N, 2° 51′ 02″ E / 42.394241°N,2.850552°E | IPA-20466     | Carregueu una nova foto d'aquest monument                                                                                      |
| Can Bec de Baix                                               |              | Obra popular XVIII                  | Agullana A 2 km al nord-oest del nucli                                                     | 42° 24′ 12″ N, 2° 49′ 38″ E / 42.403255°N,2.827351°E | IPA-38692     | Can Bec de Baix (Agullana) · Vegeu més fotos d'aquest monument · Carregueu una nova foto d'aquest monument                     |
| Molí de la Cascada d'en Rabassa                               |              | Obra popular XIX                    | Agullana A 3,6 km al nord-oest d'Agullana                                                  | 42° 24′ 27″ N, 2° 48′ 40″ E / 42.407456°N,2.811128°E | IPA-38693     | Carregueu una nova foto d'aquest monument                                                                                      |
| Mas Llinars                                                   |              | Obra popular XVIII                  | Agullana A 4,5 km al nord-oest del municipi                                                | 42° 25′ 37″ N, 2° 48′ 55″ E / 42.426978°N,2.815374°E | IPA-38834     | Carregueu una nova foto d'aquest monument                                                                                      |
| Monument a Lluís Companys                                     |              | Darreres tendències XX              | Agullana Coll de Manrella                                                                  | 42° 25′ 18″ N, 2° 48′ 04″ E / 42.421722°N,2.801143°E | IPA-38871     | Monument a Lluís Companys (Agullana) · Vegeu més fotos d'aquest monument · Carregueu una nova foto d'aquest monument           |
| Cementiri                                                     |              | Obra popular XIX Mitjan             | Agullana Ctra. d'Agullana a Darnius                                                        | 42° 23′ 21″ N, 2° 51′ 21″ E / 42.389206°N,2.855758°E | IPA-38884     | Carregueu una nova foto d'aquest monument                                                                                      |
| Escorxador municipal                                          |              | Obra popular XX Inici               | Agullana Ctra. de la Vajol                                                                 | 42° 23′ 46″ N, 2° 50′ 49″ E / 42.396179°N,2.846867°E | IPA-38885     | Escorxador municipal (Agullana) · Vegeu més fotos d'aquest monument · Carregueu una nova foto d'aquest monument                |
| Font d'Avall                                                  |              | Obra popular XVIII Inici, XIX Inici | Agullana C. Lluís Gomis, sota els murs de Can Parellada                                    | 42° 23′ 36″ N, 2° 50′ 54″ E / 42.393249°N,2.848319°E | IPA-38886     | Font d'Avall (Agullana) · Vegeu més fotos d'aquest monument · Carregueu una nova foto d'aquest monument                        |
| Casa al carrer Colom, 5                                       |              | Obra popular XX Inici               | Agullana C. Colom, 5                                                                       | 42° 23′ 37″ N, 2° 50′ 56″ E / 42.393552°N,2.848823°E | IPA-38887     | Casa al carrer Colom, 5 (Agullana) · Vegeu més fotos d'aquest monument · Carregueu una nova foto d'aquest monument             |
| Mas Resta                                                     |              | Obra popular XVIII                  | Agullana C. Puig del Ram, 1, veïnat de l'Estrada                                           | 42° 23′ 31″ N, 2° 52′ 05″ E / 42.391896°N,2.868081°E | IPA-39083     | Carregueu una nova foto d'aquest monument                                                                                      |
| Molí del Mas Carbonell                                        |              | Obra popular XVIII                  | Agullana A 50 m al sud del Mas Carbonell, a l'altre costat de la riba, veïnat de l'Estrada | 42° 23′ 29″ N, 2° 51′ 51″ E / 42.391333°N,2.864073°E | IPA-39245     | Carregueu una nova foto d'aquest monument                                                                                      |
| Casa Sabiol                                                   |              | Obra popular XVIII Final            | Agullana Pl. Major 2, veïnat de l'Estrada                                                  | 42° 23′ 32″ N, 2° 52′ 04″ E / 42.392152°N,2.867737°E | IPA-39246     | Carregueu una nova foto d'aquest monument                                                                                      |
| Pont del Mas Perxés                                           |              | Obra popular XIX                    | Agullana A 750 m a ponent del nucli                                                        | 42° 23′ 47″ N, 2° 50′ 07″ E / 42.396339°N,2.835360°E | IPA-39247     | Carregueu una nova foto d'aquest monument                                                                                      |
| Pont Gran                                                     |              | Obra popular XX                     | Agullana Ctra. d'entrada al poble                                                          | 42° 23′ 46″ N, 2° 50′ 54″ E / 42.396037°N,2.848392°E | IPA-39248     | Pont Gran (Agullana) · Vegeu més fotos d'aquest monument · Carregueu una nova foto d'aquest monument                           |
| Portal del carrer Laureà Dalmau, 12                           |              | Obra popular XVIII Inici            | Agullana C. Laureà Dalmau, 12                                                              | 42° 23′ 38″ N, 2° 50′ 45″ E / 42.393895°N,2.845717°E | IPA-39249     | Portal del carrer Laureà Dalmau, 12 (Agullana) · Vegeu més fotos d'aquest monument · Carregueu una nova foto d'aquest monument |
| Tipologia cases carrer Darnius                                |              | Obra popular XVIII                  | Agullana C. Darnius                                                                        | 42° 23′ 37″ N, 2° 50′ 44″ E / 42.393480°N,2.845585°E | IPA-39250     | Tipologia cases carrer Darnius (Agullana) · Vegeu més fotos d'aquest monument · Carregueu una nova foto d'aquest monument      |
| Casa al carrer Mestre Rimbau, 6                               |              | Obra popular XIX Final              | Agullana C. Mestre Rimbau 6                                                                | 42° 23′ 40″ N, 2° 50′ 49″ E / 42.394418°N,2.847035°E | IPA-39368     | Casa al carrer Mestre Rimbau, 6 (Agullana) · Vegeu més fotos d'aquest monument · Carregueu una nova foto d'aquest monument     |
| Antiga caserna                                                |              | Obra popular XX Inici               | Agullana Ctra. de la Vajol                                                                 | 42° 23′ 42″ N, 2° 50′ 44″ E / 42.395024°N,2.845466°E | IPA-39370     | Antiga caserna (Agullana) · Vegeu més fotos d'aquest monument · Carregueu una nova foto d'aquest monument                      |
| Cal Sastre                                                    |              | Obra popular XVIII                  | Agullana C. de la Font 5, veïnat de l'Estrada                                              | 42° 23′ 31″ N, 2° 52′ 04″ E / 42.391882°N,2.867893°E | IPA-39371     | Carregueu una nova foto d'aquest monument                                                                                      |
| Can Palau                                                     |              | Obra popular XVIII                  | Agullana A 200 m al sud del nucli                                                          | 42° 23′ 12″ N, 2° 51′ 05″ E / 42.386755°N,2.851378°E | IPA-39372     | Carregueu una nova foto d'aquest monument                                                                                      |
| Casa al carrer Concòrdia, 10                                  |              | Obra popular XIX Final              | Agullana C. Concòrdia, 10                                                                  | 42° 23′ 35″ N, 2° 50′ 49″ E / 42.393000°N,2.846826°E | IPA-39373     | Casa al carrer Concòrdia, 10 (Agullana) · Vegeu més fotos d'aquest monument · Carregueu una nova foto d'aquest monument        |
| Casa al carrer Dolors Gomis, 7                                |              | Obra popular XVIII                  | Agullana C. Dolors Gomis, 7                                                                | 42° 23′ 40″ N, 2° 50′ 50″ E / 42.394419°N,2.847150°E | IPA-39374     | Casa al carrer Dolors Gomis, 7 (Agullana) · Vegeu més fotos d'aquest monument · Carregueu una nova foto d'aquest monument      |
| Casa al carrer Dolors Gomis, 9                                |              | Obra popular XIX Final              | Agullana C. Dolors Gomis, 9                                                                | 42° 23′ 41″ N, 2° 50′ 50″ E / 42.394837°N,2.847186°E | IPA-39375     | Casa al carrer Dolors Gomis, 9 (Agullana) · Vegeu més fotos d'aquest monument · Carregueu una nova foto d'aquest monument      |
| Casa al carrer Dolors Gomis, 16                               |              | Obra popular XIX Final              | Agullana C. Dolor Gomis, 16                                                                | 42° 23′ 41″ N, 2° 50′ 51″ E / 42.394716°N,2.847362°E | IPA-39376     | Casa al carrer Dolors Gomis, 16 (Agullana) · Vegeu més fotos d'aquest monument · Carregueu una nova foto d'aquest monument     |
| Can Mallol dels Cortals                                       |              | Obra popular XIX Final, XX Inici    | Agullana Al nord-est del nucli urbà, prop de la riera del Gou                              | 42° 23′ 59″ N, 2° 51′ 07″ E / 42.399828°N,2.851876°E | IPA-39424     | Carregueu una nova foto d'aquest monument                                                                                      |
| Conjunt de cases de la plaça Major                            |              | Obra popular XVIII                  | Agullana Veïnat de l'Estrada                                                               | 42° 23′ 32″ N, 2° 52′ 03″ E / 42.392291°N,2.867530°E | IPA-39454     | Carregueu una nova foto d'aquest monument                                                                                      |
| Conjunt de búnquers i trinxeres de la Línia P: Observatori O2 | BCIL 2020    | XX                                  | Agullana                                                                                   |                                                      | IPA-50825     | Carregueu una nova foto d'aquest monument                                                                                      |